# Lycoming XR-7755

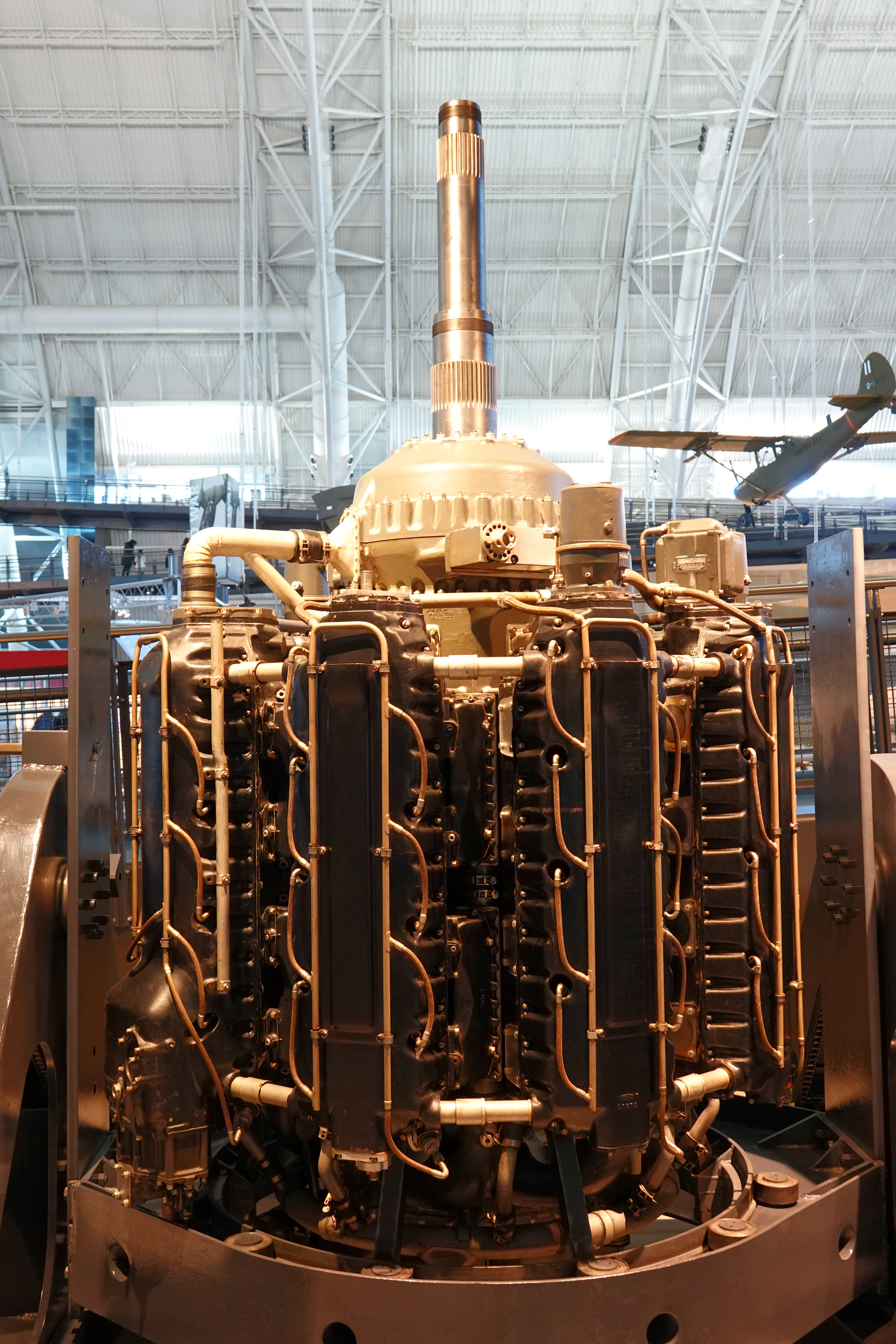
Moteur exposé.

Le Lycoming XR-7755 est un moteur à pistons pour avions, mis au point pendant la seconde guerre mondiale par l'entreprise américaine Lycoming. Resté à l'état de prototype, il est le plus puissant moteur à piston pour avion jamais testé aux États-Unis.

## Contexte
Le XR-7755 fait partie des « HYPER Engines », une série de moteurs d'avion à hautes performances étudiés du début des années 30 jusqu'à la fin de la seconde guerre mondiale pour les besoins de l'United States Army Air Corps et de l'aéronavale. Plus spécifiquement, il était destiné au projet d'un bombardier transatlantique (capable de bombarder l'Allemagne directement depuis le sol américain au cas où le Royaume-Uni serait envahi), projet qui deviendra le Convair B-36 Peacemaker

## Caractéristiques
Le XR-7755 est un moteur radial à 36 cylindres. Les cylindres sont disposés en quatre étoiles. La cylindrée est de 127,1 litres, la désignation 7755 correspond à cette valeur exprimée en pouces cubes. Le refroidissement est à eau. Le moteur est conçu pour actionner deux hélices contrarotatives, une hélice unique aurait dû avoir des dimensions trop grandes pour absorber une telle puissance. Le moteur pèse 2,8 tonnes, délivre 5000 chevaux et, à pleine puissance, consomme 2200 litres de carburant à l'heure. La suralimentation est assurée par un compresseur mécanique, actionné par l'arbre principal,.

## Abandon du projet
Malgré des tests au banc satisfaisants, chez le constructeur puis chez les militaires en 1946, le projet est abandonné : la guerre est terminée, et l'arrivée des turboréacteurs et des turbopropulseurs a éliminé le besoin pour de tels moteurs. L'un des prototypes a été conservé et transféré au National Air and Space Museum, où il est exposé.
Privé du XR-7750, le B-36 vole avec un moteur beaucoup plus modeste, le Pratt & Whitney R-4360 Wasp Major de 71 litres et 3800 CV seulement.